# Islaz (commune)
Pour les articles homonymes, voir Islaz.
Islaz est une commune du județ de Teleorman en Roumanie.